# ابن مصال
نجم الدين أبو الفتح سليم بن محمد بن مصال، وزير فاطمي شغل منصب الوزارة لفترة قصيرة استمرت قرابة الشهرين فقط إنتهت بمقتله وذلك في أول عهد الخليفة الظافر بدين الله .

## حياته
يعود أصل الوزير ابن مصال إلى برقة، دخل في خدمة البلاط الفاطمي هو وأبوه فتدرج في المناصب حتى نال الوزارة، حيث يعد أول وزير في خلافة الظافر بدين الله الفاطمي، وذلك بوصية من أبيه الخليفة الحافظ لدين الله.

## ألقابه
لقب ابن مصال عند توليه الوزارة بـ السيد الأجل الأفضل أمير الجيوش .

## وزارته ومقتله
بدات وزارة ابن مصال في جمادى الآخرة 544 هـ مع اعتلاء الظافر بدين الله عرش الخلافة الفاطمية، من الاحداث التي واجهها ابن مصال خلال فترة وزارته القصيرة اندلاع ثورة قام بها السودان في البهنسانية (بهنسا) الواقعة اليوم بمحافظة المنيا بمصر حيث خرج اليهم وتمكن من القضاء عليهم.
لم يستمر ابن مصال في منصبه طويلاً إذ واجهه ابن السلار والي البحيرة والإسكندرية، فلما أيقن ابن مصال أن لا طاقة له بمواجهة ابن السلار اضطر للهروب إلى الصعيد فدخل ابن السلار إلى القاهرة في شعبان من سنة 544 هـ، واضطر الخليفة لاستقباله وتقليده الوزارة. لكن ابن مصال جمع كثيراً من السودان ومن قبائل العربان ولواتة وغيرهم، وانضم إليه بدر بن رافع، مقدم العربان، وسار بهم يريد مواجهة ابن السّلار. فندب ابن السّلار ربيبه المظفر أبا منصور ركن الدين عباس بن أبي الفتوح بن يحيى بن تميم بن المعز بن باديس في عسكر، فنزل بركة الحبش. وتمكن من هزيمة أصحاب ابن مصال فلم يفلت منهم إلا من سبحت به فرسه في النيل؛ وأُخِذ الأمير الماجد نسيب ابن مصال وضُربت عنقه. فسار ابن مصال إلى بلاد الصعيد بجميع الأجناد والعربان.
وشرع ابن السّلار يجهز عباساً فجهزه في جيش كثيف وبادر بالخروج خوفاً من الاجتماع على ابن مصال؛ فسار إلى دلاص ومعه طلائع بن رزيك، وهو أحد المقدمين، فبرز إليه ابن مصال وواقعه؛ فانجلت الوقائع عن قتل ابن مصال وبدر بن رافع مقدم العربان؛ وذلك في التاسع عشر من شوال سنة 544 هـ. ويقال أن عدد القتلى بلغ سبعة عشر ألفاً، فعاد عباس إلى القاهرة منتصراً وهو يحمل رأس ابن مصال وطاف به في قناة القاهرة.